# Чжоу Ми
Чжо́у Ми (кит. 周覓, кор. 조미; род. 19 апреля 1986 года) — китайский певец, автор песен, актёр, ведущий и диджей. Является участником китайского саб-юнита южнокорейского бойбенда Super Junior-M и входит в состав специального проекта SM the Ballad.
Сольный дебют Чжоу Ми состоялся в 2014 году с выходом мини-альбома Rewind.

## Биография
Чжоу Ми родился 19 апреля 1986 года в Ухане, провинции Хубэй, Китай и учился в Пекинском педагогическом университете. Во времена старшей школы он также принимал участие в многочисленных национальных певческих и развлекательных конкурсах, где одерживал победы.
Благодаря участию в конкурсах Чжоу Ми сделал себе имя на сцене в китайской индустрии. Во время финального раунда CCTV Challenging the Host, где боролись лучшие ведущие Китая, он получил предложение от известного южнокорейского агентства S.M. Entertainment, и переехал в Корею в 2006 году. В 2007 году Чжоу Ми выиграл онлайн-прослушивание SM UCC Star Audition и был принят в специальную китайскую подгруппу Super Junior — Super Junior-M для продвижения в Китае.

## Карьера

### 2008—13: Дебют в Super Junior-M и начинания в актёрской карьере
Чжоу Ми дебютировал в Super Junior-M в 2008 году, заняв позицию главного вокалиста. В декабре 2011 года принимал участие в записи песни «Santa U Are The One» вместе с Генри Лау как часть Super Junior-M.
Актёрская карьера Чжоу Ми началась в 2012 году с роли в дораме «Любовь ворвётся в двери», где главную женскую роль исполнила его коллега по лейблу Виктория Сон. Сериал имел высокие рейтинги на телевидении с первых серий. Год спустя исполнитель выпустил свой первый тур-бук «Идеальный Таиланд».

### 2014—настоящее время: SM the Ballad и сольная карьера
В феврале 2014 года Чжоу Ми стал новым участником специального проекта SM the Ballad, основанного в 2010 году. Он принял участие в записи второго мини-альбома Breath, исполнив китайскую версию композиции «Blind». 22 октября стал одним из ведущих четвёртого сезона The Show вместе с Чжиён (T-ara) и Хонбином (VIXX). 31 октября был выпущен его дебютный сольный мини-альбом Rewind.
25 апреля 2015 года состоялась премьера нового сезона реалити-шоу «Король моды — секретная коробка», где Чжоу Ми стал одним из ведущих. В августе стало известно, что он исполнит главную мужскую роль в дораме «Лучшая пара», а его партнёром станет Ли Да Хэ. В начале 2016 года было объявлено, что Чжоу Ми продолжит быть ведущим пятого сезона The Show, и вместе с ним будет Йерин из GFriend. 19 июля также состоялся релиз его второго мини-альбома What’s Your Number?. 2 августа Чжоу Ми покинул The Show, в общей сложности проведя на посту ведущего почти два года.
20 апреля 2018 года Чжоу Ми выпустил цифровой сингл «我不管 (I Don’t Care)».

## Личная жизнь
В декабре 2016 года в СМИ появились слухи об отношениях Чжоу Ми с бывшей гонконгской актрисой Розамунд Кван, однако были опровергнуты обеими сторонами. Также Чжоу Ми на протяжении нескольких лет приписывали роман с Викторией Сон.

## Фильмография
| Год  |   | Русское название | Оригинальное название | Роль               |
| ---- | - | ---------------- | --------------------- | ------------------ |
| 2009 | с | Картина весны    | Stage of Youth        | В роли самого себя |
| 2011 | с | Мелодия юности   | Melody of Youth       | Гао Да             |
| 2013 | ф | Ритм дождя       | Rhythm of Rain        | Сяо Си             |
| 2016 | с | Шоумен           | Entertainer           | В роли самого себя |
| 2016 | с | Лучшая пара      | Best Couple           | Ян Си Ченг         |
| TBA  | с | Свадьба мечты    | Dream Marriage        | Чжифенг            |

## Награды и номинации
| Год                       | Номинация                        | Что номинировано               | Результат | Ссылка |
| ------------------------- | -------------------------------- | ------------------------------ | --------- | ------ |
| Chinese Music Awards      |                                  |                                |           |        |
| 2013                      | Лучшая китайская песня           | «Distant Embrace (距離的擁抱)» | Победа    | [ 25 ] |
| 2013                      | Награда за интернет-популярность | —                              | Победа    | [ 25 ] |
| SBS PopAsia Awards        |                                  |                                |           |        |
| 2014                      | Лучший сольный артист            | —                              | Номинация | [ 26 ] |
| Apollo Music Oscar Awards |                                  |                                |           |        |
| 2014                      | Лучший видеоклип                 | «Rewind»                       | Номинация |        |
| Mobile Video Festival     |                                  |                                |           |        |
| 2016                      | Звезда Года                      | —                              | Победа    |        |